# Болькув (Лодзинське воєводство)
Болькув (пол. Bolków) — село в Польщі, у гміні Острувек Велюнського повіту Лодзинського воєводства.
Населення — 156 осіб (2011).
У 1975-1998 роках село належало до Серадзького воєводства.

## Демографія
Демографічна структура станом на 31 березня 2011 року:
|          | Загалом | Допрацездатний вік | Працездатний вік | Постпрацездатний вік |
| -------- | ------- | ------------------ | ---------------- | -------------------- |
| Чоловіки | 67      | 16                 | 46               | 5                    |
| Жінки    | 89      | 23                 | 46               | 20                   |
| Разом    | 156     | 39                 | 92               | 25                   |